# Theta Normae
Theta Normae (θ Normae, förkortat Theta Nor, θ Nor)  är en ensam stjärna belägen i den mellersta delen av stjärnbilden Vinkelhaken. Den har en skenbar magnitud på 5,13 och är synlig för blotta ögat där ljusföroreningar ej förekommer. Baserat på parallaxmätning inom Hipparcosuppdraget på ca 8,5 mas, beräknas den befinna sig på ett avstånd på ca 390 ljusår (ca 118 parsek) från solen. På det beräknade avståndet minskar dess skenbara magnitud med 0,45 enheter genom en skymningsfaktor beroende på interstellärt stoft.

## Egenskaper
Theta Normae är en blå till vit stjärna i huvudserien av spektralklass B8 V. Den har en radie som är ca 2,4 gånger större än solens och utsänder från dess fotosfär ca 184 gånger mera energi än solen vid en effektiv temperatur av ca 12 300 K.